# T-3教練機
T-3教練機是一款由富士重工為日本航空自衛隊和日本海上自衛隊研製的初級教練機。目前被T-7逐步取代中。

## 發展
KM-2B是KM-2的升級版本，於1978年首飛，成功服役於日本航空自衛隊並改代號為T-3。

## 外部連結
（页面存档备份，存于）